# Larry Chance
Larry Chance (El Bronx, 19 de octubre de 1940 - Monticello, Nueva York, 6 de septiembre de 2023) fue un artista musical estadounidense, así como el vocalista principal de la popular banda de doo wop de los años 60, Larry Chance and the Earls, conocidos originalmente como The Earls.

## Biografía
Nació en Filadelfia como Larry Figueiredo y nada más trasladarse al Bronx, en Nueva York, formó una banda llamada "The Hi-Hatters". Poco después los rebautizaron como The Earls, por lo que Larry se cambió su apellido por el de Chance, luego de haberlo publicado en la etiqueta del disco. En 1962, con el lanzamiento del sencillo Remember then consiguieron situarse en los primeros puestos de las principales listas musicales de todo el país. Otros de sus temas que llegaron a las listas fueron: "Never" (top 5 en local New York charts), "Life Is But a Dream" (top 10 en local New York charts), y "I Believe", considereda un clásico de la costa este. Otras de sus afamadas grabaciones son: "Looking For My Baby", "Eyes" y "Kissing".